# Julianus Nestor
Julianus Nestor, mort 218 en Syrie, est préfet du prétoire de 217 à 218, sous le règne de l'empereur romain Macrin.
Caracalla favorise sa carrière de frumentaire, il devient princeps peregrinorum. Il se peut que Nestor l'ait trahi et participé au complot visant à l'assassinat de l'empereur, orchestré par Macrin, préfet du prétoire. Il est nommé à cette charge avec Ulpius Julianus, un autre chef des frumentaires favorisé par Caracalla. Durant la purge des partisans de Macrin, initiée par Héliogabale, cousin de Caracalla, Nestor est assassiné avec Fabius Agrippinus, gouverneur de la province de Syrie, lors d'une attaque contre le camp de la IIIe légion Gallica, soutien d'Héliogabale.